# Railpol
Railpol is een internationaal netwerk van samenwerkende spoorwegpolitieorganisaties voor lidstaten van de Europese Unie. De organisatie heeft als doel de samenwerking en kennis- en informatie-uitwisseling tussen de verschillende nationale spoorwegpolitieorganisaties te versterken en de veiligheid van het Europese spoorwegnet te verbeteren. Railpol wordt gesubsidieerd door de EU.
Deelnemende landen zijn Oostenrijk, Bulgarije, Nederland (voorzitter), België, Canada, Duitsland, Tsjechië, Frankrijk, Hongarije, Italië, Letland, Polen, Roemenië, Slowakije, Spanje en Zwitserland en Engeland. Niet-Europese organisaties, zoals de Amtrak Police en de TSA uit de Verenigde Staten, nemen periodiek ook deel aan overleggen.